# スコーカー
スコーカー （ミッドレンジスピーカー）とは3way以上のスピーカーシステムにおいて中音域を受け持つスピーカーユニットで、ネズミやリスの鳴き声、あるいはカラスの鳴き声から名付けられている（英語では squawker）。ミッドレンジとも言う。音楽再生で最も比重の高い部分であり、この帯域がボーカルやメイン楽器の表情を決定すると言っても過言ではない。概ね500Hz～5000Hzの帯域に特化しており、振動系も適度な剛性が求められる事から、低音用のウーファーに比べてストロークは浅めである。しかし低音部・高音部の二つのユニットで構成された2ウェイスピーカーではこれがなく、ウーファーに中音域をすべてカバーさせるか、中音域の中間的地点（概ね2000Hz程度）でカバーする帯域を分けるといった工夫もされている。
 